# Titidius ignestii
Titidius ignestii är en spindelart som beskrevs av Lodovico di Caporiacco 1947. Titidius ignestii ingår i släktet Titidius och familjen krabbspindlar.
Artens utbredningsområde är Guyana. Inga underarter finns listade i Catalogue of Life.